# Champfrémont
Champfrémont és un municipi francès situat al departament de Mayenne i a la regió de País del Loira. L'any 2007 tenia 292 habitants.

## Demografia

### Població
El 2007 la població de fet de Champfrémont era de 292 persones. Hi havia 128 famílies de les quals 36 eren unipersonals (20 homes vivint sols i 16 dones vivint soles), 44 parelles sense fills, 40 parelles amb fills i 8 famílies monoparentals amb fills.
La població ha evolucionat segons el següent gràfic:
Habitants censats

### Habitatges
El 2007 hi havia 176 habitatges, 129 eren l'habitatge principal de la família, 34 eren segones residències i 13 estaven desocupats. 172 eren cases i 4 eren apartaments. Dels 129 habitatges principals, 103 estaven ocupats pels seus propietaris, 22 estaven llogats i ocupats pels llogaters i 4 estaven cedits a títol gratuït; 7 tenien una cambra, 18 en tenien dues, 22 en tenien tres, 33 en tenien quatre i 49 en tenien cinc o més. 102 habitatges disposaven pel capbaix d'una plaça de pàrquing. A 49 habitatges hi havia un automòbil i a 66 n'hi havia dos o més.

### Piràmide de població
La piràmide de població per edats i sexe el 2009 era:
| Homes | Edats   | Dones |
| ----- | ------- | ----- |
| 0     | 95 o +  | 0     |
| 0     | 90 a 94 | 0     |
| 0     | 85 a 89 | 0     |
| 0     | 80 a 84 | 0     |
| 4     | 75 a 79 | 8     |
| 16    | 70 a 74 | 12    |
| 8     | 65 a 69 | 0     |
| 4     | 60 a 64 | 4     |
| 4     | 55 a 59 | 4     |
| 24    | 50 a 54 | 8     |
| 24    | 45 a 49 | 24    |
| 0     | 40 a 44 | 8     |
| 12    | 35 a 39 | 0     |
| 4     | 30 a 34 | 12    |
| 12    | 25 a 29 | 4     |
| 20    | 20 a 24 | 16    |
| 4     | 15 a 19 | 4     |
| 4     | 10 a 14 | 8     |
| 4     | 5 a 9   | 4     |
| 12    | 0 a 4   | 0     |

## Economia
El 2007 la població en edat de treballar era de 182 persones, 153 eren actives i 29 eren inactives. De les 153 persones actives 136 estaven ocupades (74 homes i 62 dones) i 17 estaven aturades (11 homes i 6 dones). De les 29 persones inactives 8 estaven jubilades, 10 estaven estudiant i 11 estaven classificades com a «altres inactius».

### Ingressos
El 2009 a Champfrémont hi havia 131 unitats fiscals que integraven 319,5 persones, la mediana anual d'ingressos fiscals per persona era de 17.138 €.

### Activitats econòmiques
Dels 19 establiments que hi havia el 2007, 2 eren d'empreses extractives, 1 d'una empresa alimentària, 12 d'empreses de comerç i reparació d'automòbils, 1 d'una empresa d'hostatgeria i restauració, 1 d'una empresa immobiliària i 2 d'empreses de serveis.
L'únic establiment comercial que hi havia el 2009 era una fleca.
L'any 2000 a Champfrémont hi havia 36 explotacions agrícoles que ocupaven un total de 504 hectàrees.

## Equipaments sanitaris i escolars
El 2009 hi havia una escola maternal integrada dins d'un grup escolar amb les comunes properes formant una escola dispersa.

## Poblacions més properes
El següent diagrama mostra les poblacions més properes.